# Cornelio I Bentivoglio
Cornelio Bentivoglio (1519 – Ferrara, 26 maggio 1585) figlio di Costanzo Bentivoglio e di Costanza Elena Rangoni. Marchese di Gualtieri dal 1579 al 1585.

## Biografia
Nel 1539 sposò Leonarda d'Este, figlia di Scipione d'Este. La moglie era pertanto nipote di Meliaduse d'Este, figlio illegittimo del marchese di Ferrara, Niccolò III d'Este.
Nel 1559 il Re di Francia, Francesco II, lo nominò regio luogotenente presso la Repubblica di Siena.
Nel 1560 venne richiamato in Francia e creato cavaliere di San Michele.
Nel 1566 ricevette in dono nella chiesa di Sant’Andrea l'amministrazione delle terre di Gualtieri, affinché si occupasse della loro bonifica, già progettata nel 1548 da Pellegrino De Micheli, fattore di Cesare I Gonzaga duca di Guastalla. Il progetto venne rivisto da Giovan Battista Aleotti detto l’Argenta e per la sua realizzazione, nella quale coinvolse tutte le comunità confinanti, inclusi i ducati di Ferrara, di Guastalla, di Mantova e di Parma.
Nel 1571 fece erigere il campanile della chiesa di sant’Andrea.
Il 1º luglio 1573 sposa in seconde nozze Isabella Bendidio.
Il 30 gennaio 1579 ricevette dal duca di Ferrara, Alfonso II d'Este, il titolo di marchese di Gualtieri, in virtù del contributo dato nella realizzazione di questi lavori. Cornelio iniziò la realizzazione della “città nuova” di Gualtieri, con l’intento di trasformarla in una città ideale, secondo gli schemi delle leggi prospettiche dell’arte manierista. Fece anche edificare la propria cappella gentilizia, in seguito divenuta la Collegiata di Santa Maria della Neve, a pianta ottagonale. Per celebrare la conclusione delle opere di bonifica, Cornelio volle edificare in località Camponiero una parrocchia, tuttavia il progetto prese piede solo un anno dopo la sua morte e venne completato dal figlio Ippolito.
Morì il 26 maggio 1585 a Ferrara.

## Discendenza
Dal matrimonio con Leonarda d'Este nacquero:
- Annibale (1547 - annegato durante una naumachia, 25 maggio 1569)[5];
- Ippolito (1549 - 1619), 2º marchese di Gualtieri dal 1585 al 1619, sposò Vittoria Cybo Malaspina;
- Margherita (... - 18 settembre 1581[6]), sposò Alfonso Turchi, marchese di Ariano; dedicataria di un madrigale funebre di Torquato Tasso;

Dal matrimonio con Isabella Bendidio nacquero:
- Annibale (c. 1575 - in battaglia in Fiandra, 1595);
- Giovanni (1576 - 1610), cavaliere dell'Ordine di Malta dal 1582, uomo d'arme al servizio della Spagna;
- Enzo (1578 - 1639), 3º marchese di Gualtieri dal 1619 al 1634 e successivamente marchese di Scandiano dal 1634 al 1639, sposò Caterina Martinengo;
- Guido (1579 - 1644), cardinale di Santa Romana Chiesa;
- due altri figli maschi, nati nel 1582 e 1583;
- Ginevra (... - 28 settembre[8] 1651), sposò in prime nozze nel 1604 Pio I Torelli d'Aragona Visconti, conte di Montechiarugolo e successivamente nel 1618 Marcantonio Martinengo, Signore di Urago d'Oglio.

## Ascendenza
|                                               |                          |                                                   | Genitori                                                 |  |  | Nonni |  |  | Bisnonni                                    |  |  | Trisnonni                                  |  |
|                                               |                          |                                                   |                                                          |  |  |       |  |  | Giovanni II Bentivoglio, signore di Bologna |  |  | Annibale I Bentivoglio, signore di Bologna |  |
|                                               |                          |                                                   |                                                          |  |  |       |  |  | Giovanni II Bentivoglio, signore di Bologna |  |  | Annibale I Bentivoglio, signore di Bologna |  |
|                                               |                          | Donnina Visconti                                  |                                                          |  |  |       |  |  | Giovanni II Bentivoglio, signore di Bologna |  |  |                                            |  |
| Annibale II Bentivoglio, signore di Bologna   |                          |                                                   |                                                          |  |  |       |  |  | Giovanni II Bentivoglio, signore di Bologna |  |  |                                            |  |
|                                               |                          | Ginevra Sforza                                    | Alessandro Sforza, signore di Pesaro                     |  |  |       |  |  |                                             |  |  |                                            |  |
|                                               |                          | Ginevra Sforza                                    | Alessandro Sforza, signore di Pesaro                     |  |  |       |  |  |                                             |  |  |                                            |  |
|                                               |                          | Ginevra Sforza                                    | …                                                        |  |  |       |  |  |                                             |  |  |                                            |  |
| Costanzo Bentivoglio                          |                          | Ginevra Sforza                                    |                                                          |  |  |       |  |  |                                             |  |  |                                            |  |
|                                               |                          | Ercole I d'Este, duca di Ferrara, Modena e Reggio | Niccolò III d'Este, marchese di Ferrara, Modena e Reggio |  |  |       |  |  |                                             |  |  |                                            |  |
|                                               |                          | Ercole I d'Este, duca di Ferrara, Modena e Reggio | Niccolò III d'Este, marchese di Ferrara, Modena e Reggio |  |  |       |  |  |                                             |  |  |                                            |  |
|                                               |                          | Ercole I d'Este, duca di Ferrara, Modena e Reggio | Ricciarda di Saluzzo                                     |  |  |       |  |  |                                             |  |  |                                            |  |
| Lucrezia d'Este                               |                          | Ercole I d'Este, duca di Ferrara, Modena e Reggio |                                                          |  |  |       |  |  |                                             |  |  |                                            |  |
|                                               |                          | Ludovica Condolmieri                              | Giorgio Condolmieri                                      |  |  |       |  |  |                                             |  |  |                                            |  |
|                                               |                          | Ludovica Condolmieri                              | Giorgio Condolmieri                                      |  |  |       |  |  |                                             |  |  |                                            |  |
|                                               |                          | Ludovica Condolmieri                              | …                                                        |  |  |       |  |  |                                             |  |  |                                            |  |
| Cornelio I Bentivoglio, marchese di Gualtieri |                          | Ludovica Condolmieri                              |                                                          |  |  |       |  |  |                                             |  |  |                                            |  |
|                                               | Uguccione Rangoni, conte | Aldobrandino Rangoni, conte                       |                                                          |  |  |       |  |  |                                             |  |  |                                            |  |
|                                               | Uguccione Rangoni, conte | Aldobrandino Rangoni, conte                       |                                                          |  |  |       |  |  |                                             |  |  |                                            |  |
|                                               | Uguccione Rangoni, conte | Orsina d'Este                                     |                                                          |  |  |       |  |  |                                             |  |  |                                            |  |
| Guido Rangoni, conte                          | Uguccione Rangoni, conte |                                                   |                                                          |  |  |       |  |  |                                             |  |  |                                            |  |
|                                               |                          | Eleonora Torelli                                  | Cristoforo I Torelli, conte di Montechiarugolo           |  |  |       |  |  |                                             |  |  |                                            |  |
|                                               |                          | Eleonora Torelli                                  | Cristoforo I Torelli, conte di Montechiarugolo           |  |  |       |  |  |                                             |  |  |                                            |  |
|                                               |                          | Eleonora Torelli                                  | Taddea Pio                                               |  |  |       |  |  |                                             |  |  |                                            |  |
| Costanza Elena Rangoni                        |                          | Eleonora Torelli                                  |                                                          |  |  |       |  |  |                                             |  |  |                                            |  |
|                                               |                          | Jacopo Antonio Sanvitale, conte di Fontanellato   | Stefano Sanvitale, conte di Fontanellato                 |  |  |       |  |  |                                             |  |  |                                            |  |
|                                               |                          | Jacopo Antonio Sanvitale, conte di Fontanellato   | Stefano Sanvitale, conte di Fontanellato                 |  |  |       |  |  |                                             |  |  |                                            |  |
|                                               |                          | Jacopo Antonio Sanvitale, conte di Fontanellato   | Ludovica Sanvitale Pallavicino                           |  |  |       |  |  |                                             |  |  |                                            |  |
| Laura Sanvitale                               |                          | Jacopo Antonio Sanvitale, conte di Fontanellato   |                                                          |  |  |       |  |  |                                             |  |  |                                            |  |
|                                               |                          | Veronica da Correggio                             | Manfredo I da Correggio, conte di Correggio              |  |  |       |  |  |                                             |  |  |                                            |  |
|                                               |                          | Veronica da Correggio                             | Manfredo I da Correggio, conte di Correggio              |  |  |       |  |  |                                             |  |  |                                            |  |
|                                               |                          | Veronica da Correggio                             | Agnese Pio                                               |  |  |       |  |  |                                             |  |  |                                            |  |
|                                               |                          | Veronica da Correggio                             |                                                          |  |  |       |  |  |                                             |  |  |                                            |  |